# Painless Love
Painless Love é um curta-metragem mudo norte-americano, realizado em 1918, do gênero comédia, com o ator cômico Oliver Hardy.

## Elenco
- Oliver Hardy - Dr. Hurts (como Babe Hardy)
- Billy Armstrong
- Charles Inslee
- Peggy Prevost